# Lars Lindkvist
För andra betydelser, se Lars Lindqvist (olika betydelser).
Lars "Linkan" Lindkvist, född 29 april 1953 i Malmö. "Linkan" är en svensk folkrockartist (sångare, fiolist, gitarrist och låtskrivare) och instrumentmakare. Han har bl.a. samarbetat med Peps Persson, Avadå Band och Grus i dojjan. Lars Lindkvist har medverkat på ett trettiotal album och turnerat runt i Europa.